# Acanthoscelides helianthemum
Acanthoscelides helianthemum là một loài bọ cánh cứng trong họ Bruchidae. Loài này được Bottimer miêu tả khoa học năm 1969.